# Ostra Górka (powiat zawierciański)
Ostra Górka – osada w Polsce położona w województwie śląskim, w powiecie zawierciańskim, w gminie Żarnowiec.
W latach 1975–1998 miejscowość należała administracyjnie do województwa katowickiego.